# Tyler Patterson
Tyler Patterson (* in Sacramento, Kalifornien) ist ein professioneller US-amerikanischer Pokerspieler. Er gewann 2014 ein Bracelet bei der World Series of Poker und 2015 das Main Event der World Poker Tour.

## Pokerkarriere
Patterson nimmt seit 2005 an renommierten Live-Turnieren teil.
Der Amerikaner gewann seine ersten Live-Turnierpreisgelder bei Events in Reno und Pendleton. Im Mai 2008 saß er beim Main Event der Coast to Coast Poker Championship in Richmond am Finaltisch und belegte den mit über 55.000 Kanadischen Dollar dotierten fünften Platz. An gleicher Stelle wurde er im November 2008 bei derselben Turnierserie Sechster und erhielt über 75.000 Kanadische Dollar. Im Juni 2009 war Patterson erstmals bei der World Series of Poker (WSOP) im Rio All-Suite Hotel and Casino am Las Vegas Strip erfolgreich und kam bei drei Turnieren der Variante No Limit Hold’em in die Geldränge, u. a. belegte er den 210. Platz im Main Event. Das Main Event der Hold’em Series in Los Angeles beendete er Ende September 2009 als Zweiter, was ihm mehr als 100.000 US-Dollar einbrachte. Bei der WSOP 2011 belegte der Amerikaner bei einem Event mit gemischten Varianten aus Pot Limit Hold’em und Pot Limit Omaha den mit über 70.000 US-Dollar dotierten fünften Rang. Im September 2012 spielte er sich beim Main Event der World Poker Tour (WPT) in Atlantic City an den Finaltisch und beendete das Turnier auf dem mit rund 300.000 US-Dollar prämierten dritten Platz. Bei der WSOP 2014 setzte sich Patterson bei einem Event in Pot Limit Omaha Hi-Lo durch und sicherte sich ein Bracelet sowie den Hauptpreis von rund 270.000 US-Dollar. Anfang März 2015 gewann er beim L.A. Poker Classic in Los Angeles ein Turnier mit einer Siegprämie von über 75.000 US-Dollar. Im November 2015 entschied Patterson das WPT-Main-Event in Jacksonville für sich und erhielt sein bisher höchstes Preisgeld von mehr als 375.000 US-Dollar. Im Jahr darauf saß er beim selben Turnier wieder am Finaltisch und schied dort als Vierter für über 100.000 US-Dollar aus. Im März 2020 erreichte er beim Main Event des Bay 101 Shooting Star in San José ebenfalls den Finaltisch. Aufgrund der COVID-19-Pandemie konnte dieser jedoch nicht gespielt werden und die Spieler wurden gemäß dem ICM-Wert ihres Chipstacks ausbezahlt, was Patterson ein Preisgeld von knapp 115.000 US-Dollar einbrachte.
Insgesamt hat sich Patterson mit Poker bei Live-Turnieren mehr als 2,5 Millionen US-Dollar erspielt.